# Uganda-Airlines-Flug 775
Der Uganda-Airlines-Flug 775 (Flugnummer IATA: QU775, ICAO: UGA775, Funkrufzeichen: UGANDA 775) war ein internationaler Linienflug der Fluggesellschaft Uganda Airlines von London über Rom nach Entebbe. Am 17. Oktober 1988 wurde der Flug mit einer Boeing 707-321C mit dem Luftfahrzeugkennzeichen 5X-UBC durchgeführt. Im dritten Anflug auf den Flughafen Rom-Fiumicino bei schlechtem Wetter kollidierte die Maschine mit Bäumen und stürzte zu Boden, wobei 33 der 52 Insassen an Bord ums Leben kamen.

## Maschine
Das betroffene Flugzeug war eine im Jahr 1968 auf dem Boeing Field, Washington gebaute Boeing 707-321C mit der Werknummer 19630 und der Modellseriennummer 746. Die Maschine wurde zunächst mit dem Luftfahrzeugkennzeichen VH-EAJ auf den Hersteller zugelassen und absolvierte am 12. September 1968 ihren Erstflug, 13 Tage später übernahm Qantas die Maschine und gab ihr den Taufnamen City of Geelong. Im Mai 1975 wurde die Maschine dann auf City of Broken Hill umgetauft. Ab März 1976 war die Maschine dann auf British Caledonian Airways zugelassen und trug das Kennzeichen G-BDSJ und den Taufnamen County of Fife. Von November bis Dezember 1978 war die Maschine an Nigeria Airways verleast, ehe sie wieder zurück an British Caledonian Airways ging, bei der sie diesmal den Taufnamen Loch Tay erhielt. Im Oktober 1981 übernahm Uganda Airlines die Maschine, ließ sie mit dem Kennzeichen 5X-UBC wieder zu und gab ihr den Taufnamen Pearl of Africa. Im Mai 1988 war die Maschine an Ethiopian Airlines verleast, ehe sie wieder in die Flotte von Uganda Airlines zurückkehrte. Das vierstrahlige Langstreckenflugzeug war mit vier Mantelstromtriebwerken des Typs Pratt & Whitney JT3D-3B ausgestattet. Bis zum Zeitpunkt des Unfalls hatte die Maschine eine Gesamtbetriebsleistung von 58.098 Betriebsstunden absolviert, auf die 17.363 Starts und Landungen (= Flugzyklen) entfielen.

## Insassen
Den Flug auf dem betroffenen Flugabschnitt hatten 45 Passagiere angetreten, es befand sich eine siebenköpfige Besatzung an Bord.
Der Flugkapitän verfügte über 8.365 Stunden Flugerfahrung, der Erste Offizier hatte bis zum Zeitpunkt des Unfalls 2.202 Flugstunden absolviert.

## Unfallhergang
Die Maschine startete um 21:10 Uhr Ortszeit vom Flughafen London-Gatwick in Großbritannien zu einem Flug mit Ziel Entebbe in Uganda, wobei eine Zwischenlandung auf dem Flughafen Rom-Fiumicino in Italien vorgesehen war. Während des Anflugs auf Rom wurde die Freigabe für einen Sinkflug auf 4.000 Fuß zur Vorbereitung eines ILS-Anflugs auf die Landebahn 16L erteilt. Die Sicht verschlechterte sich auf RVR-Werte von 400 Meter (Punkt Alfa), 1000 Meter (Punkt Bravo) und 350 Meter (Punkt Charlie). Um 00:05 Uhr wurde ein Fehlanflugverfahren durchgeführt. Ein zweiter Anflug wurde versucht, diesmal auf Landebahn 25. Auch dieser wurde wegen schlechter Sicht abgebrochen. Aufgrund der RVR-Werte für die Landebahn 34L (1600 Meter, 2000 Meter bzw. 150 Meter bei Alfa, Bravo und Charlie) forderte die Besatzung einen radargestützten Anflug auf die Landebahn 34L an. Das Flugzeug befand sich um 00:28 Uhr auf dem Gleitpfad. Das Flugzeug sank weiter unter die 420 Fuß Mindestsinkflughöhe, obwohl die Piloten die Markierungen der Landebahn nicht in Sicht hatten. Da die Flugbesatzung die Höhenanzeigen nicht beachtete, ertönte für sie unerwartet das Ground Proximity Warning System. Das Flugzeug prallte 1300 Meter vor der Landebahn, 100 Meter rechts der Anfluggrundlinie gegen das Dach eines Hauses und 85 Meter weiter gegen ein weiteres Gebäude. Anschließend zerbrach die Boeing und geriet in Flammen.

## Ursache
Die Unfallermittler bemängelten, dass die Besatzung nicht ausreichend für einen Nichtpräzisionsanflug auf Landebahn 34L des Flughafens Fiumicino vorbereitet gewesen war, insbesondere in Bezug auf die Koordination der Besatzung und die Höhenansagen, sowie auf den fortgesetzten Sinkflug über die Mindestsinkflughöhe hinaus, ohne die optischen Markierungen der Landebahn gesichtet zu haben.
Darüber hinaus könnte gemäß der Ermittler zum Unfall beigetragen haben, dass die Besatzung durch die beiden vorherigen Landeanflüge, die ebenfalls unter äußerst ungünstigen und betrieblich anspruchsvollen Bedingungen durchgeführt wurden, geistig und körperlich ermüdet war. Hinzu kam eine Konfiguration der Höheninstrumente, die zwar für die durchgeführten Anflüge ausreichend war, jedoch nur aus einem Funkhöhenmesser bestand und bei der die akustische Warnung vor dem Überflug der Mindestsinkflughöhe außer Funktion war. Darüber hinaus war die Aufmerksamkeit der Besatzung übermäßig auf die Lichtquellen entlang der Landebahn 34L gerichtet, anstatt auf die Instrumentenanzeigen.
Teile der Untersuchungskommission sowie der Vertreter der ugandischen Luftfahrtbehörde distanzierten sich während der Ermittlung der möglichen Unfallursachen von der Mehrheit.